# Пункт МПРВ
Пункт МПРВ — пасажирський залізничний зупинний пункт Ужгородської дирекції Львівської залізниці.
Розташований між селами Минай та Розівка, Ужгородський район Закарпатської області на лінії 263 км — Павлове між станціями Ужгород (5 км) та Ужгород II (1 км).
Станом на серпень 2019 року щодня одна пара електропотягів прямують за напрямком Сянки — Мукачево.